# Metridia lucens
Metridia lucens is een eenoogkreeftjessoort uit de familie van de Metridinidae. De wetenschappelijke naam van de soort is voor het eerst geldig gepubliceerd in 1865 door Boeck.